# おとうさんといっしょ
『おとうさんといっしょ』は、NHK Eテレ（2021年3月まではNHK BSプレミアム）で2013年（平成25年）4月7日から放送されている、3 - 6歳児向け教育エンターテインメント番組。
挨拶は「おはにゃちは」、キャッチフレーズは「いっしょパワー全開!」。

## 番組概要
当番組はNHK Eテレの長寿テレビ番組『おかあさんといっしょ』の派生番組として制作され、番組ロゴもおかあさんといっしょのロゴをベースに、雲の部分を赤から青にしたものが使われている。レギュラー放送開始2週間前の3月24日と1週間前の3月31日（再放送はそれぞれ3月30日と4月6日）にパイロット版が放送され、2013年4月7日よりレギュラー放送を開始。
内容としては「レオレオれーるうえい」というストーリーや、イクメンを応援する「親子遊び」や「体操」コーナーを設ける。
『おかあさんといっしょ』と同じく、公募抽選によって選ばれた一般の子供が参加する。応募条件は以下の通り。
- 締切日の属する月が、4歳の誕生月から5歳の誕生月までの子供（2020年1月に応募できるのは、2015年1月〜2016年1月生まれの子）が対象となっている（『おかあさんといっしょ』より1歳上の年齢層に設定）。
- タイトルは「おとうさんといっしょ」だが、スタジオで付き添う保護者は母親でも良い。

さらにロケコーナーは当初、番組開始前で収録参加者がいない時点から収録する必要があったことから、『おかあさんといっしょ』とは異なり関東周辺でなくてもハガキで応募を受け付けていたが、現在は募集規定数に達したことに伴って受付を終了している。2019年度はNHKネットクラブの終了に伴いホームページの応募フォームからの応募に移行した。
2021年（令和3年）4月から放送局をNHK Eテレに移管し、日曜7:25 - 7:54の枠で放送されていた。
2022年（令和4年）4月からは、時間帯に変更、土曜12:00 - 12:29の枠で放送されていた。
2023年（令和5年）4月から毎週月曜16:10 - 16:39の放送に変更。2020年度以来の毎週放送に戻った。再放送枠については従来の日曜7:30 - 7:59のままである。
2024年度に番組のリニューアルを実施。番組開始から行われていた一部コーナーが終了した。
2025年度より放送時間を20分繰り下げ、毎週月曜16:30 - 16:59に変更される予定。

## 放送時間の変遷
おとうさんといっしょ
| 放送局           | 期間       | 期間       | 放送時間（JST）            | 放送時間（JST）            | 備考     |
| 放送局           | 期間       | 期間       | 本放送                     | 再放送                     | 備考     |
| ---------------- | ---------- | ---------- | -------------------------- | -------------------------- | -------- |
| NHK BSプレミアム | 2013.04.07 | 2015.03.29 | 日曜 08:00 - 08:29（29分） | 土曜 17:30 - 17:59（29分） |          |
| NHK BSプレミアム | 2015.04.05 | 2016.04.03 | 日曜 08:00 - 08:29（29分） | 木曜 18:30 - 18:59（29分） |          |
| NHK BSプレミアム | 2015.04.05 | 2016.04.03 | 日曜 08:00 - 08:29（29分） | 金曜 06:00 - 06:29（29分） |          |
| NHK BSプレミアム | 2016.04.10 | 2017.04.02 | 日曜 08:00 - 08:29（29分） | 金曜 06:00 - 06:29（29分） |          |
| NHK BSプレミアム | 2017.04.09 | 2020.03.29 | 日曜 09:00 - 09:29（29分） | 水曜 11:15 - 11:44（29分） |          |
| NHK BSプレミアム | 2020.04.05 | 2021.03.28 | 日曜 08:30 - 08:59（29分） | 水曜 11:15 - 11:44（29分） |          |
| NHK Eテレ        | 2021.04.11 | 2022.03.20 | 日曜 07:25 - 07:54（29分） | （放送なし）               | [ 注 2 ] |
| NHK Eテレ        | 2022.04.16 | 2023.03.19 | 土曜 12:00 - 12:29（29分） | 日曜 07:30 - 07:59（29分） | [ 注 3 ] |
| NHK Eテレ        | 2023.04.03 | 2025.03.24 | 月曜 16:10 - 16:39（29分） | 日曜 07:30 - 07:59（29分） |          |
| NHK Eテレ        | 2025.03.31 | 予定       | 月曜 16:30 - 16:59（29分） | 日曜 07:30 - 07:59（29分） |          |

EPG番組表では30分番組であるが終盤1分はNHKPR枠に当てられいるため29分番組。
おとうさんといっしょ ミニ～レオレオれーるうえい～
| 放送局    | 期間       | 期間       | 放送時間（JST）           |
| --------- | ---------- | ---------- | ------------------------- |
| NHK Eテレ | 2013.04.06 | 2017.04.01 | 土曜 17:25 - 17:30（5分） |
| NHK Eテレ | 2017.04.07 | 2021.03.26 | 金曜 15:55 - 16:00（5分） |

## 登場人物
シュッシュ
声・操演 - 柳原哲也（アメリカザリガニ）
プライドが高い5歳の男の子。誕生日は10月3日（とおさんの日）。一人称は「僕」または「シュッシュ」。立ち位置は主に一番左。
ハイトーンボイスが特徴。短気で気性が荒く、大雑把な性格。自分はせいやよりかっこいいと思っている少し自惚れ屋。手先が器用で、何かひらめくとヘッドライトが光る。
体色は茶色。出っ歯。チューリップハットのような頭にヘッドライトがついており、体は茶色と緑色のシマ模様。恐竜のような尻尾を持つ。
機関車が大好きで、普段はD103の修理をしている。D103の運転士になることを夢見ており、そのきっかけは持っている黄色い笛にある。今から100年前にD103が初めて運転されたときから使われていた笛で、パンタン駅長から貰って運転士になると誓った。カエルが大好き。得意なことは折り紙。
パンタン駅長の話によると、小さな島にシマシマのスイカと水玉のスイカがあって、シマシマのスイカから生まれたのがシュッシュで、ポッポより少し早く誕生した。
いつもボケをかましているポッポにツッコミを入れたり、「いつもこうだよ～!」とモヤモヤする事が多い。『いないいないばあっ!』のワンワンをライバル視している。
ポッポ
声・操演 - 野口かおる
のんびり屋でマイペースな5歳の女の子。誕生日は8月8日（ぱぱの日）。一人称は「私」または「ポッポ」。立ち位置は主に一番右。
おしゃれをすることと、空想の世界で遊ぶことが大好き。空想が始まると頭から不思議な世界がポワポワ飛び出す。
体色は灰色で、煙突のような頭を持ち、体にはピンク色の水玉模様。好きな食べ物は子持ちシシャモ。雲の形をしたポシェットをさげている。
ゆめ
演 - 竹内夢
レオレオ駅の近くに住んでおり、いつも広場で遊んでいる。歌を歌うこととダンスが得意。ギターを弾くことが出来る（使用ギターはモーリスの生ギターとタカミネのエレアコの2本）。制服の色は上が白色、肩の部分とスカートが白と赤のチェック柄。『おかあさんといっしょ』での「うたのおねえさん」のポジションに相当し、現役の時はその証として、腕にシュシュを着けている。
まさとも
演 - 望月雅友
旅人。レオレオ駅に憧れてやってきた。絵を描くことやウクレレを弾くことが大好き。好物は餃子。自身が考えたギャグ「きびしいな〜」が人気。『おかあさんといっしょ』での「うたのおにいさん」と「たいそうのおにいさん」のポジションに相当する。
パンタン駅長
声 - 岩崎ひろし
いつもテンションが高い駅長。駅長歴30年で63歳。一人称は「ミー」、二人称は「ユー」、よく語尾に「ざんす」と付けて喋る。みんなからは「パンタンさん」と呼ばれる。立ち位置は中央。
陽気でお調子者。褒められることが大好き。ヘンテコなアイデアを出しては、皆に迷惑ばかりかける。さらに人使いが荒く、自分勝手。好きな食べ物はカレーライス。
どんぐー
声・操演 - 山田はるか
気が向いた時にレオレオ駅にやってくる。どんぐりに似ているがどんぐりではない。恥ずかしり屋で気持ちを表す時は「ぐー」と表す。人形操演、着ぐるみ、声を担当する山田は自身にとって初の試みだと言う。

### 過去の出演者
なお（2013年4月7日 - 2018年4月1日）
演 - 安藤なおこ
歌うことが大好きなお姉さん。立ち位置は主に左から二番目。
普段はレオレオ駅で歌っており、彼女の歌声が聞こえるとみんなが集まってくる。制服の色はオレンジ色。天真爛漫で明るく、好奇心旺盛。動物が苦手。
幼稚園の時からレオレオ駅に毎日遊びに来ていた。当時は無名だったが、学生の時に「なおちゃんの歌大好き」と一人の女子に言われ、その日から立派な歌手となった。
ピアノと三味線が弾ける。
世界中のコンサートに招待され、転勤となった。
せいや（2013年4月7日 - 2018年4月1日）
演 - 元木聖也
体を動かして遊ぶことが大好きなお兄さん。なおちゃんからは「せいやくん」と呼ばれる。立ち位置は主に右から二番目。
レオレオ鉄道の運転士だが、今は運転する列車がない。制服の色は黄色で、袖を少しまくっている。
ポッポと同じ天然なところが多い。得意なことはアクロバットで、かっこよく決めた後必ずポーズをとる。見た目の割に食欲旺盛で、好きな食べ物はそば。
履いている赤い靴は「ハイパーミラクルシューズ」というらしい。
テツテツ駅にできた超特急のスーパーグレート運転士に任命され、転勤となった。
たいせい（2018年4月8日 - 2021年3月28日）
演 - 木戸大聖
レオレオ駅の運転手（1年目は運転手見習い）。子供と遊ぶのが大好き。制服の色は白に薄い水色の水玉模様が入った服の上に濃い目の水色のバスケットボールのジャージ風の服を重ね着しており、胸には「REOREO Railway」の文字、向かって正面右下の腰の位置に数字の「8」が入っている。『おかあさんといっしょ』での「うたのおにいさん」と「たいそうのおにいさん」のポジションに相当する。
2021年3月28日放送の「旅立ちスペシャル」をもって、「スペシャルな運転士」を目指す自身の夢のために、レオレオ駅から旅立つこととなった。

### メンバー変遷
- 2013年4月7日 - 2018年4月1日
  - なお（安藤なおこ）
  - せいや（元木聖也）
  - シュッシュ（柳原哲也（アメリカザリガニ））
  - ポッポ（野口かおる）
  - パンタン駅長（岩崎ひろし）

- 2018年4月8日 - 2021年3月28日
  - ゆめ（竹内夢）
  - たいせい（木戸大聖）
  - シュッシュ（柳原哲也（アメリカザリガニ））
  - ポッポ（野口かおる）
  - パンタン駅長（岩崎ひろし）

- 2021年4月11日 - 
  - ゆめ（竹内夢）
  - まさとも（望月雅友）
  - シュッシュ（柳原哲也（アメリカザリガニ））
  - ポッポ（野口かおる）
  - パンタン駅長（岩崎ひろし）

## 番組内容

### 現在放送されているコーナー
レオレオれーるうえい
蒸気機関車D103が走行する鉄道会社「レオレオれーるうえい」、その終着駅「レオレオ駅」では、シュッシュとポッポが毎日賑やかに暮らしている。そんな日々にちょっとヘンテコな出来事が巻き起こり、シュッシュとポッポの冒険が始まる。ドタバタな日常とちょっと不思議な出来事を、ユーモアと音楽たっぷりに描く物語。
レオ鉄コンサート→レオてつコンサート
現在は番組オリジナル曲を中心にさまざまな歌を披露する。初期は『おかあさんといっしょ』や童謡の歌を歌うことがあった。
ゆめのクローゼット
2022年度から。
CGモデルのゆめが、視聴者から寄せられたイラストを基に、様々な洋服を着る。
シュッシュ、ポッポみてて
2022年度から。
番組ホームページから寄せられたシュッシュとポッポに見てほしいことや、聞いてほしいことを動画や写真で紹介するコーナー。
駅名作文
2024年度から。
日本各地にあるさまざまな駅名を合わせ、出演者が日替わりでセンターマイクの前で披露するコーナー。
やってみYo!
レオレオ駅の仲間たちが様々なゲーム企画にチャレンジする。
体操
あそびたいそう（第2）
4 - 5歳の運動遊びに最適な体操。「みてみて!できたよ!」の有能感を刺激する動きが多数含まれている。最後は両手じゃんけんで勝った手で「バイバイ」を行うが、中盤に行った場合は矛盾を防ぐためにピースになることもある。第1も存在するが、そちらはウォーミングアップ程度で滅多に行われない。タイトルは「あそびたいそう（第1） ウォーミングアップ」。
おでかけたいそう
おでかけをテーマにした体操。親子参加のスタジオ収録ではまさともとシュッシュとポッポが担当。歌唱は爆笑問題。

### 過去に放送されていたコーナー
ショートアニメ
ぢべたぐらし あひるの生活
2013年4月から2014年3月まで放送していた。
ダダダダ ダディーマン
2013年度、2014年度に不定期で放送していた。
おとぎの国のイチジョウマン7
「夏のだいぼうけんスペシャル」から始まり、2014年の3月まで不定期で放送していた。
イタズラ好きのイタズラマンがおとぎ話の邪魔をする。おとぎ話を救うためにイチジョウマン7が登場する。
銀河特急イチジョウマン7
2014年4月から2018年3月まで放送していた。
コーナー
遊び隊士 イチジョウマン7
週末のお父さんを応援する新ヒーロー。遊びたいエナジー満タンで全国の親子のもとへ駆けつけるのが「イチジョウマン7」。
『おかあさんといっしょ』（ならびに『-あそびだいすき!』）にて放送された『イチジョウマン』の後継企画。ナレーションは、『おかあさんといっしょ』にてイチジョウマンを演じた佐藤弘道が担当（当コーナーにて、初代イチジョウマンとして回想のみ登場）。
子供たちの遊びたいエナジーを感じると、せいやがイチジョウマン7に変身する。
ダイナミックな身体遊びや自然の中での冒険、ボール遊びで、いっしょパワー全開!親子で遊ぶヒント満載のコーナー。
イチジョウマン8
上記「イチジョウマン7」の続編コーナー。
たいせいがイチジョウマン8に変身する。基本的な設定は「7」と同じで、子供達の願いを叶えるために全国の親子のもとへ駆けつける。
父山のぼり
うつぶせになったお父さんの上をつま先から登って腰→背中→おんぶ→ポーズと決めていくもの。コーナーの最初には「父山」を一緒に描き、お父さんの名前と身長を公表して始まる。ちなみに、このコーナーに千葉ロッテマリーンズの益田直也投手や美馬学投手が登場したこともある。2023年度の放送を最後に放送されていない。
てっぱんパパ
子供を喜ばせるため、パパがてっぱん技を披露する。
ある日のおとうさん
お父さん（演：大森南朋）が主人公のミニドラマ。家族構成は妻の葉子、保育園児の娘の結衣、息子の駿。夫婦共働きで子育てに奮闘するおとうさんの日常を描く。2019年5月から不定期に放送されている。
P103
2022年度から。
ホームランが打ちたい、歌がうまくなりたいなど、お友だちの願いを叶えるため、パンP司令官の号令のもと様々な特技を持ったヒーローが活躍する。
シュッシュのきょうのひとこと
不定期に番組の終盤に放送。
ポッポのきょうのつぶやき
不定期に番組の終盤で放送。

## 音楽
オープニングテーマ
「ゴー!ゴー!エクスプローラーズ」（2018年4月8日 - ）
作詞・作曲・編曲 ： シライシ紗トリ / 歌 ： 竹内夢、 柳原哲也、野口かおる、木戸大聖、岩崎ひろし（2018年4月8日 - 2021年3月28日）/ 竹内夢、 柳原哲也、野口かおる、望月雅友、岩崎ひろし（2021年4月11日 - ） 
「いっしょパワーゼンカイ!」（2013年4月7日 - 2018年4月1日）
作詞 ： 小笠原英樹 / 作曲・編曲 ： 菅野祐悟 / 歌 ： なお、せいや、シュッシュ、ポッポ、パンタン駅長
エンディングテーマ
「青空のゴーサイン」
作詞・作曲 ： 前川真悟（かりゆし58） / 編曲 ： 川嶋可能 / 歌 ： なお、シュッシュ、ポッポ、せいや （2013年4月7日 - 2018年4月1日）/ 竹内夢、 柳原哲也、野口かおる、木戸大聖 （2018年4月15日 - 2021年3月28日）/ 竹内夢、 柳原哲也、野口かおる、望月雅友（2021年4月11日 - ）
遊び隊士イチジョウマン7
「イチジョウマン7」
作詞・作曲 ： 山本正之 / 編曲 ： 神保正明 / 歌 ： 山本まさゆき、ピンク・ピッギーズ / アニメーション ： DLE
コーナー
「父山のぼり」
作詞 ： 小笠原英樹 / 作曲 ： 三澤康広
「ハンサム・ぱぱ!」
作詞 ： 小笠原英樹 / 作曲 ： 三澤康広
「おべんとうさん」
作詞 ： 小笠原英樹 / 作曲 ： 割田康彦 / 歌 ： 野口かおるとパパーズ
「わたくしはタクシー」
作詞・歌 ： 佐藤弘道 / 作曲 ： 谷口國博 / 編曲 ： 本田洋一郎
体操
「あそびたいそう（第2）」
作詞 ： 桑原永江 / 作曲 ： 小杉保夫 / うた ： 田中真弓 / たいそう ： せいや （2013年4月7日 - 2018年4月1日）、たいせい （2018年4月8日 - 2021年3月28日）、望月雅友（2021年4月11日 - ）
「あそびたいそう（ゆび）」
作詞：桑原永江 / 作曲・編曲：桑原永江、松浦雄太
「おでかけたいそう」
作詞 ： 足立夏海 / 作曲 ：遠藤ナオキ / うた ： 爆笑問題 / たいそう ： 望月雅友（2021年8月15日 - ）

### おとうさんといっしょ メロディ
| 初登場     | タイトル                                     | うた(初登場時)                                          | 作詞                   | 作曲                   | 編曲                   | その他                                               |
| ---------- | -------------------------------------------- | ------------------------------------------------------- | ---------------------- | ---------------------- | ---------------------- | ---------------------------------------------------- |
| 2013年3月  | きょうからともだち                           | なお                                                    | 沢村侑                 | 高野康弘               |                        |                                                      |
| 2013年3月  | ボサボサボッサ                               | なお、シュッシュ、ポッポ                                | 鈴木崇                 | 鈴木崇                 | 佐藤晃                 |                                                      |
| 2013年8月  | D103のうた                                   | シュッシュ、ポッポ                                      | 酒井義文               | 小杉保夫               |                        |                                                      |
| 2013年9月  | あいうえおじさん                             | なお、シュッシュ、ポッポ、せいや、パンタン駅長          | 平野航 舟越響子        | 平野航                 |                        | アニメーション ：すずきあい                          |
| 2013年10月 | でんでんのうた                               | シュッシュ、ポッポ、なお、せいや、パンタン駅長          | エンドケイプ           | 菅野祐悟               |                        | アニメーション ： スリー・ディ                       |
| 2014年1月  | はじめてのさよなら                           | なお、シュッシュ、ポッポ                                | 桑原永江               | 松浦雄太               | 松浦雄太               |                                                      |
| 2014年4月  | ハイパーミラクルシューズ                     | せいや                                                  | 鈴木崇                 | 鈴木崇                 | 佐藤晃                 | セリフ ： 柳原哲也 CG ： Cosaelu                     |
| 2014年6月  | E7系っていいな                               | なお、シュッシュ、ポッポ、せいや、パンタン駅長          | 平野航                 | 平野航                 | 平野航                 |                                                      |
| 2014年9月  | いくぞ!エアロボ                              | シュッシュ、ポッポ、なお、せいや                        | 鈴木翼                 | 中川ひろたか           | 中川ひろたか           | アニメーション ： 白佐木和馬、平山亮                 |
| 2014年10月 | やってみYo!                                  | せいや、なお、シュッシュ、ポッポ、パンタン駅長          | シライシ紗トリ         | シライシ紗トリ         | シライシ紗トリ         |                                                      |
| 2015年3月  | おねだり侍                                   | なお                                                    | 舟越響子               | 菅野祐悟               | 菅野祐悟               | 台詞 ： シュッシュ アニメーション ： Production I.G  |
| 2015年6月  | パパふんじゃった                             | なお、せいや、シュッシュ、ポッポ、パンタン駅長          | 平野航                 | 平野航                 | 平野航                 | イラスト ： たちもとみちこ アニメーション ： Cosaelu |
| 2015年12月 | 凸凹クッキング                               | シュッシュ、ポッポ                                      | ジュスカ・グランペール | ジュスカ・グランペール | ジュスカ・グランペール |                                                      |
| 2016年3月  | もうちょっと!                                | なお コーラス：せいや、シュッシュ、ポッポ、パンタン駅長 | 坂田めぐみ             | 坂田めぐみ             | 池毅                   |                                                      |
| 2016年9月  | 2枚目の地図                                  | せいや コーラス：なお、シュッシュ、ポッポ、パンタン駅長 | 錆田弦                 | 割田康彦               | 屋根裏ポッパーズ       |                                                      |
| 2016年12月 | お父さんはこどもだった                       | なお                                                    | 桑原永江               | 松浦雄太               | 松浦雄太               |                                                      |
| 2017年2月  | ながれぼし                                   | なお、せいや、シュッシュ、ポッポ、パンタン駅長          | 飯岡隆志               | CHOKKAKU               | CHOKKAKU               |                                                      |
| 2017年5月  | ガッタン＆ゴットン                           | なお                                                    | 平野航                 | 平野航                 | 平野航                 |                                                      |
| 2017年7月  | ☆ピンクドラゴンのでんせつ                    | なお、ポッポ                                            | 坂田めぐみ             | 坂田めぐみ             | 後藤郁夫               |                                                      |
| 2018年7月  | てをふろう                                   | ゆめ、シュッシュ、ポッポ、たいせい                      | 坂田めぐみ             | 坂田めぐみ             | 後藤郁夫               |                                                      |
| 2018年9月  | きみはぼくのともだち                         | たいせい、シュッシュ、ゆめ、ポッポ                      | 中川ひろたか           | 鈴木翼                 | 本田洋一郎             |                                                      |
| 2019年1月  | ねがおにありがとう                           | ゆめ、たいせい、シュッシュ、ポッポ                      | 桑原永江               | 佐藤晃                 |                        |                                                      |
| 2019年2月  | ティンガリング♪ダンス                        | ゆめ、たいせい、シュッシュ、ポッポ                      | 山口高始               | 山口高始               |                        |                                                      |
| 2019年9月  | ☆ルリア                                      | ゆめドラゴン、ポッポドラゴン                            | 坂田めぐみ             | 坂田めぐみ             | 後藤郁夫               |                                                      |
| 2020年4月  | プップと、スッスと、プップスー!!             | シュッシュ、ポッポ                                      | 桑原永江               | 渡部チェル             | 渡部チェル             |                                                      |
| 2020年4月  | モンDE YA!ルチャ                             | 水木一郎                                                | すずのきイヌカミ       | すずのき おっきいき    |                        | 柳原哲也が踊りで出演                                 |
| 2020年8月  | ワンダーのマーチ                             | ゆめ、シュッシュ、ポッポ、たいせい                      | シライシ紗トリ         | シライシ紗トリ         |                        |                                                      |
| 2021年6月  | チョコレートウィッチの魔法                   | ゆめ、ポッポ                                            | シライシ紗トリ         | シライシ紗トリ         | シライシ紗トリ         |                                                      |
| 2021年9月  | さんぽアドベンチャー                         | まさとも                                                | ROCO                   | ROCO                   |                        |                                                      |
| 2022年4月  | スーパーカラフルギャラクティックエクスプレス | ゆめ、まさとも、シュッシュ、ポッポ、パンタン駅長        | シライシ紗トリ         | シライシ紗トリ         |                        |                                                      |
| 2022年6月  | ポッポのこもりうた                           | ポッポ                                                  | 野口かおる             | 野口かおる             |                        |                                                      |
| 2022年9月  | らたたのうた                                 | ゆめ                                                    | 竹内夢                 | 竹内夢                 |                        |                                                      |
| 2023年4月  | かっぱでかっぽれ                             | シュッシュ、ポッポ、ゆめ、まさとも、パンタン駅長        | 桑原永江               | 佐藤晃                 |                        |                                                      |
| 2023年12月 | あいだえんじぇるす                           | ゆめ、まさとも、シュッシュ、ポッポ、パンタン駅長        | 松岡充                 | 松岡充                 |                        |                                                      |

## 特別番組
おとうさんといっしょ スペシャル
2013年4月29日 9:00 - 10:00、NHK Eテレで放送。本編はパイロット版から4月までの放送の再編集版だが、冒頭は新録映像で、シュッシュとポッポがおかあさんといっしょのムテ吉と共演した。
シュッシュが笛を無くし、ポッポと一緒にレオレオ駅中を探していたらムテ吉が届けに来るという設定。
おとうさんといっしょ 夏のだいぼうけんスペシャル
2013年8月6日 20:00 - 21:00放送。
数字の「5」が数字の王様に盗まれて、「5」が使えなくなってしまう。取り戻すためにシュッシュとポッポがミニミニと一緒に数字の王国に行く。
ゲスト出演 - 山口勝平、加藤憲史郎（加藤清史郎の実弟）、佐藤弘道
おとうさんといっしょ 冬のぶらり旅スペシャル
2014年1月5日 16:00 - 16:50放送。2月15日 13:30 - 14:20再放送。
ゲスト出演 - 東京ブラススタイル

## スタッフ
番組総指揮 - 大豆生田啓友
プロデューサー - 奥富健善
人形操演 - 大江健司、石垣泰教、長山佐斗子、角田まり、山崎昭見、奥戸裕子
構成 - 小笠原英樹、椎名基樹、酒井義文、牧良昭、山越和宏、園部嘉之、長田陽
キャラクターデザイン・セットデザイン - 桑島十知子
コスチュームデザイン - 久保田康子
音響監督 - 中嶋宏規
音楽 - 小杉保夫、菅野祐悟、平野航、松浦雄太、シライシ紗トリ
音楽制作 - ポニーキャニオン
振付 - 足立夏海、大田洋子
アニメーション - パンタグラフ、スガタデザイン研究所
体操指導 - 瀬戸口清文、藤原明美、ラッキィ池田
あそび指導 - 谷口國博、中川ひろたか、鈴木翼
人形製作 - 工房アテリア
取材協力 - 東急電鉄
制作協力 - イースト（旧:イースト・エンタテインメント→E&W）
制作 - NHKエデュケーショナル
銀河特急イチジョウマン7
ズックの声 - 茅野愛衣
音楽 - サイモンガー
アニメーション制作 - DLE
ダダダダ ダディーマン
原作 - みやにしたつや
音楽 - 菅野祐悟
アニメーション制作 - スリー・ディ

## コンサート
地方で行われる『レオてつコンサート』の他、夏には『おかあさんといっしょ』と合同でのスペシャルステージ、冬には『ワンワンといっしょ!夢のキャラクター大集合』に出演する形で行われている。
なお&せいや時代
| 公演   | タイトル                                         | 出演者 |
| ------ | ------------------------------------------------ | --- |
| 2013年 | みんないっしょに! 空までとどけ!みんなの想い!     | 横山だいすけ、三谷たくみ、小林よしひさ、上原りさ ムテ吉、ミーニャ、メーコブ ワンワン、ことちゃん、ゆうくん、コロ、バウ シュッシュ、ポッポ、なお （VTR出演）ララパ、うーたん、せいや、パンタン駅長 |
| 2014年 | 魔女がおじゃましま～ジョ!                        | ワンワン、ムテ吉、ミーニャ、メーコブ シュッシュ、ポッポ、なお、せいや パックン、リン、コロン、エリック、BO、[BEA コッシー、サボさん、オフロスキー、はいだしょうこ                                 |
| 2014年 | みんないっしょに! げんきいっぱい!ゴー!ゴー!ゴー! | 横山だいすけ、三谷たくみ、小林よしひさ、上原りさ ムテ吉、ミーニャ、メーコブ ワンワン、シュッシュ、ポッポ、なお、せいや （VTR出演）パンタン駅長                                                    |
| 2015年 | 春のプリンセスとおさむい将軍                     | ワンワン、ムテ吉、ミーニャ、メーコブ シュッシュ、ポッポ、なお、せいや オフロスキー、ニャンちゅう、ジャンジャン 坂田おさむ、はいだしょうこ                                                         |
| 2015年 | みんないっしょに! 歌って遊んで 夢の大ぼうけん!   | 横山だいすけ、三谷たくみ、小林よしひさ、上原りさ ムテ吉、ミーニャ、メーコブ ワンワン、シュッシュ、ポッポ、なお、せいや                                                                            |
| 2016年 | 真冬の大運動会                                   | ワンワン、ジャンジャン ムテ吉、ミーニャ、メーコブ シュッシュ、ポッポ、なお、せいや コッシー、サボさん、オフロスキー エリック、キコ、けっさくくん                                                  |
| 2016年 | 星で会いましょう! 〜出会えばみんなおともだち〜   | 横山だいすけ、小野あつこ、小林よしひさ、上原りさ チョロミー、ムームー、ガラピコ シュッシュ、ポッポ、なお、せいや ムテ吉、ミーニャ、メーコブ                                                       |
| 2017年 | センターを取るのは、だれだ!?                     | ワンワン、ジャンジャン シュッシュ、ポッポ、なお、せいや コッシー、サボさん、オフロスキー ニャンちゅう、おねんどおねえさん、けっさくくん                                                           |
| 2017年 | ようこそ、真夏のパーティーへ                     | 花田ゆういちろう、小野あつこ、小林よしひさ、上原りさ チョロミー、ムームー、ガラピコ シュッシュ、ポッポ、なお （VTR出演）せいや 横山だいすけ                                                       |
| 2018年 | いざ勝負!紅白かくし芸対決                        | ワンワン、ジャンジャン シュッシュ、ポッポ、なお、せいや コッシー、サボさん、オフロスキー けっさくくん、かぞえてんぐ、ウィンディ                                                                   |

ゆめ&たいせい時代
| 公演   | タイトル                                                  | 出演者 |
| ------ | --------------------------------------------------------- | --- |
| 2018年 | みんなでわくわくフェスティバル!                           | 花田ゆういちろう、小野あつこ、小林よしひさ、上原りさ チョロミー、ムームー、ガラピコ シュッシュ、ポッポ、ゆめ、たいせい 関沢圭司                               |
| 2019年 | みんなで ゆめのももたろう                                 | ワンワン、ジャンジャン、ジャンコ シュッシュ、ポッポ、ゆめ、たいせい オフロスキー、かぞえてんぐ、ミーニャ アズキ、マロン、茶太郎 （VTR出演）コッシー、サボさん |
| 2019年 | からだ!うごかせ!元気だボーン!                             | 花田ゆういちろう、小野あつこ、福尾誠、秋元杏月 チョロミー、ムームー、ガラピコ シュッシュ、ポッポ、ゆめ、たいせい 小林よしひさ                                 |
| 2020年 | おかあさんといっしょ スペシャルステージ 2020 （開催中止） | 花田ゆういちろう、小野あつこ、福尾誠、秋元杏月 チョロミー、ムームー、ガラピコ シュッシュ、ポッポ、ゆめ、たいせい                                              |

ゆめ&まさとも時代
| 公演   | タイトル                                                  | 出演者 |
| ------ | --------------------------------------------------------- | --- |
| 2021年 | おかあさんといっしょ スペシャルステージ 2021 （開催中止） | 花田ゆういちろう、小野あつこ、福尾誠、秋元杏月 チョロミー、ムームー、ガラピコ ゆめ、まさとも、ワンワン、横山だいすけ                      |
| 2022年 | やっとあえたね!さあ、でかけよう!                          | 花田ゆういちろう、ながたまや、福尾誠、秋元杏月 みもも、やころ、ルチータ シュッシュ、ポッポ、ゆめ、まさとも チョロミー、ムームー、ガラピコ |
| 2023年 | みんなで☆キラキラ!                                        | 花田ゆういちろう、ながたまや、佐久本和夢、秋元杏月 みもも、やころ、ルチータ シュッシュ、ポッポ、ゆめ、まさとも オフロスキー               |

## イベント
| 公演              | タイトル                                                        | 出演者 | 放送日                |
| ----------------- | --------------------------------------------------------------- | --- | --------------------- |
| 2014年5月4日、5日 | おとうさんといっしょ ふれあいステージ                           | シュッシュ、ポッポ、パンタン駅長 なお、せいや イチジョウマン、神崎ゆう子、どーもくん                                                                                  | 2014年5月18日、25日   |
| 2014年7月15日     | おとうさんといっしょ 鉄博!レオてつコンサート                    | シュッシュ、ポッポ、パンタン駅長 なお、せいや どーもくん | 2014年7月27日、8月3日 |
| 2015年11月27日    | おとうさんといっしょ レオてつクリスマスコンサート               | シュッシュ、ポッポ、パンタン駅長 なお、せいや | 2015年12月20日        |
| 2016年2月28日     | おとうさんといっしょ 北海道新幹線スペシャル                     | シュッシュ、ポッポ、パンタン駅長 なお、せいや | 2016年3月20日、27日   |
| 2016年10月5日     | おとうさんといっしょ 鉄道スペシャル ～ようこそ!京都鉄道博物館～ | シュッシュ、ポッポ、パンタン駅長 なお、せいや | 2016年10月23日、30日  |
| 2019年12月22日    | 第1回BSこども番組 大集合スペシャル                              | ワンワン、パックン、リン、コロン、ららちゃん どーもくん、ななみちゃん、たーちゃん、ジャングルポケット シュッシュ、ポッポ、ゆめ、たいせい ぴっころ、アネム、めいちゃん | 2019年12月29日        |
| 2020年11月3日     | 第2回BSこども番組 大集合スペシャル                              | ワンワン、ほのぼのさん どーもくん、ななみちゃん、斉藤慎二、大原ゆい子、大橋彩香 シュッシュ、ポッポ、ゆめ、たいせい                                                    | 2020年12月27日        |

## 関連番組
- おかあさんといっしょ